# Wirtschaftsakademie Moldova

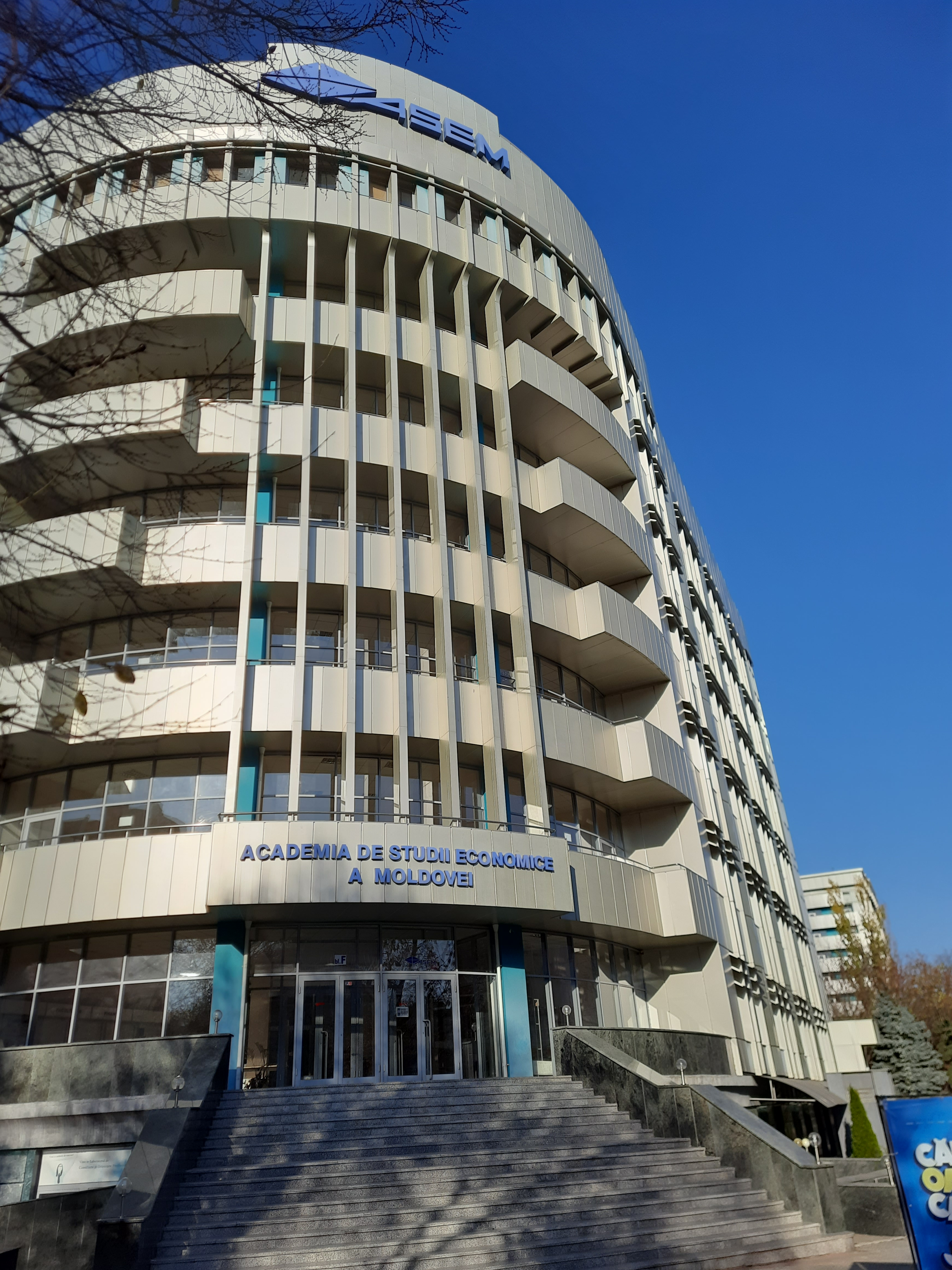
Gebäude der ASEM

Akademie der Wirtschaftswissenschaften Moldaus (rumänisch Academia de Studii Economice din Moldova, kurz ASEM) ist eine staatliche Hochschule mit wirtschaftswissenschaftlichem Schwerpunkt in der moldauischen Hauptstadt Chișinău. Sie wurde 1991 gegründet und zählt zu den führenden Wirtschaftsuniversitäten des Landes.

## Geschichte
Die ASEM wurde 1991 im Zuge der Unabhängigkeit der Republik Moldau von der Sowjetunion gegründet. Ziel war es, eine moderne Bildungseinrichtung für Wirtschaftswissenschaften aufzubauen, die sich an europäischen Standards orientiert. Die Gründung erfolgte auf Basis mehrerer zuvor existierender wirtschaftlicher Institute, die unter dem neuen Dach vereint wurden.
Seit ihrer Gründung hat sich die ASEM kontinuierlich weiterentwickelt. Sie war eine der ersten Hochschulen in Moldau, die das dreistufige Studiensystem gemäß dem Bologna-Prozess (Bachelor, Master, Doktorat) eingeführt hat.

## Organisation
Die Akademie ist eine autonome staatliche Hochschule mit akademischer und administrativer Selbstverwaltung. Die Leitung obliegt einem Rektor, der vom universitären Senat gewählt wird.

### Fakultäten
Die Lehre ist in sieben Fakultäten organisiert:
- Fakultät für Wirtschaft und Management
- Fakultät für Internationale Wirtschaftsbeziehungen
- Fakultät für Rechnungswesen
- Fakultät für Finanzen
- Fakultät für Wirtschaftsinformatik
- Fakultät für Wirtschaftsrecht
- Fakultät für Allgemeinbildung

Darüber hinaus besteht eine Graduiertenschule („Şcoala Doctorală ASEM“), in der Promotionsprogramme angeboten werden.

## Studium
Die Lehrveranstaltungen finden überwiegend in rumänischer Sprache statt, es werden jedoch auch Programme auf Englisch und Russisch angeboten. Zu den Studienrichtungen zählen unter anderem:
- Betriebswirtschaftslehre
- Volkswirtschaftslehre
- Internationale Beziehungen
- Tourismusmanagement
- Finanz- und Bankwesen
- Rechnungswesen und Controlling
- Informationsmanagement

## Forschung
Die Hochschule betreibt wirtschaftswissenschaftliche Forschung in verschiedenen Disziplinen, insbesondere in den Bereichen:
- Wirtschaftspolitik
- Unternehmensführung
- Digitale Wirtschaft
- Nachhaltigkeit und Umweltökonomie
- Internationale Märkte

Zentrale Publikation ist die wissenschaftliche Zeitschrift „Economica“, in der Forschungsergebnisse veröffentlicht werden. Darüber hinaus bestehen mehrere Forschungszentren, darunter das Zentrum für wirtschaftliche Prognosen und das Zentrum für Digitalisierung.

## Internationale Beziehungen
ASEM pflegt Partnerschaften mit Hochschulen in Europa, darunter in Deutschland, Rumänien, Frankreich, Polen und Italien. Sie beteiligt sich an internationalen Austauschprogrammen wie Erasmus+, TEMPUS, Horizon Europe. Im Rahmen dieser Kooperationen wird Studierenden und Lehrenden der Austausch und Erwerb von Doppeldiplomen ermöglicht.

## Campus
Der Hauptcampus befindet sich im Zentrum von Chișinău und umfasst Lehrgebäude, Bibliotheken, IT-Räume, Wohnheime und Sporteinrichtungen. Die Universitätsbibliothek bietet Zugang zu digitalen Datenbanken und modernen Lernressourcen.

## Berühmte Absolventen
- Maia Sandu (* 1972), Präsidentin der Republik Moldau